# 아슬란베크 후시토프
아슬란베크 비탈리예비치 후시토프(러시아어: Асланбе́к Вита́льевич Хуштов, 1980년 7월 1일~)는 러시아의 레슬링 선수이다. 2008년 하계 올림픽 남자 그레코로만형 헤비급에서 금메달을 획득했다.